# Sörby socken, Östergötland
Sörby socken i Östergötland var en socken i Vifolka härad som 1791 uppgick i Mjölby socken.

## Administrativ historik
Sörby socken hade medeltida ursprung.
Sörby församling uppgick 1791 i Mjölby församling, samtidigt som kyrkan ödelades.

## Hemman och gårdar
- Lundby 2 5/8
- Sörby 2
- Kålarp 1/2
- Miskarp 1/2
- Hadelöf 3 1/2
- Gunnarp 3/4

### Fotnoter
1. ↑  Riksantikvarieämbetet, 43:1, Sörby kyrka.